# Mercedes-Benz O 305 GG
Le Mercedes-Benz O 305 GG - également connu sous le nom de Mercedes-Benz O 305 G 2 - est un ancien véhicule d’essai pour un autobus ferroviaire/autobus guidé de Daimler-Benz. La conception de l’autobus à double articulation était basée sur la gamme d’autobus articulés conventionnel O 305 G; le deuxième G ou le chiffre 2 dans la désignation de type était destiné à identifier l’articulation (Gelenk en Allemand) supplémentaire.
L’O 305 GG a été présenté au public pour la première fois à la Foire de Hanovre du 1er au 8 avril 1981. Sinon, le prototype n’a été utilisé - à huis clos - que sur la piste d’essai de l’entreprise dans les locaux de l’usine Mercedes-Benz de Rastatt. En 1996, le véhicule était encore disponible à l’usine Mercedes-Benz de Mannheim, mais fut ensuite mis au rebut.
Le véhicule d’essai est à la fois plus ancien que  le premier autobus à double articulation (MAN SGG 280 H de 1982) et plus ancien que le premier trolleybus à double articulation (Uzina Autobuzul București MEGA de 1988).

## Description générale
Le véhicule à quatre essieux, long de 24,08 mètres et pesant 30,2 tonnes, était composé de trois parties. Une particularité - contrairement à tous les autobus à double articulation construits plus tard - était sa structure symétrique. Il s’agissait en fait de deux carrosseries d’autobus standard O 305, chacune dotée de deux essieux, entre lesquelles était insérée une section centrale flottante. L’O 305 GG disposait d’une cabine de conduite à chaque extrémité et pouvait donc rouler dans les deux sens comme un véhicule bidirectionnel. En conséquence, il avait également des entrées des deux côtés, au nombre de quatre. Le véhicule dit de grande capacité pesait 30,2 tonnes et offrait de la place pour 238 ou 240 passagers, y compris les places debout et selon la source. En plus des sièges transversaux en forme de compartiment typiques des autobus, des banquettes longitudinales typiques des métros ont également été utilisées.
Il y avait également un volant conventionnel à une extrémité du véhicule, de sorte que le véhicule pouvait être éloigné du guidage sur voie et des lignes aériennes à l’aide d’un entraînement auxiliaire. De facto, il s’agissait d’un véhicule rail-route. Cependant, l’O 305 GG n’était pas légal sur la route.

## Équipement électrique
Le captage du courant était assuré au moyen de deux pantographes unipolaires à partir d’une caténaire unipolaire à chaîne haute. La hauteur était de 3,25 mètres avec le pantographe abaissé et de 4,50 mètres avec le pantographe relevé. Le courant de retour circulait via les bras de support avant des rouleaux de guidage, qui servaient de support pour les contacts glissants, dans les rails de guidage disposés latéralement.
L’entraînement se composait de deux moteurs électriques d’une puissance de 250 kilowatts chacun, qui pouvaient atteindre une vitesse allant jusqu’à 100 km/h. La commande du moteur était effectuée par une commande de hacheur standard d’AEG-Telefunken, comme c’était également courant pour les véhicules légers sur rail contemporains à l’époque. Une cabine de conduite était équipée d’une pédale d’accélérateur et d’une pédale de frein, tandis que l’autre était équipée d’un générateur de consigne à commande manuelle. Côté transmission, une formation de trains ou une traction multiple auraient également été possibles.